# Communauté de communes du Périgord vert granitique
La communauté de communes du Périgord vert granitique est une ancienne communauté de communes française située dans le département de la Dordogne, en région Aquitaine.

## Historique
La communauté de communes du Périgord vert granitique a été créée le 20 décembre 2000 avec cinq communes, pour une prise d'effet au 1er janvier 2001.
Elle s'est agrandie le 27 décembre 2001 avec l'adhésion de Saint-Estèphe puis le 1er janvier 2010, avec celle d'Augignac.
Par arrêté no 12-1303 du 3 décembre 2012, un projet de fusion est envisagé entre la communauté de communes du Périgord vert granitique et  celle des Villages du Haut-Périgord. La nouvelle entité, créée par l'arrêté préfectoral no 2013147-004 du 27 mai 2013, prend effet le 1er janvier 2014 et porte le nom de communauté de communes du Haut-Périgord.

## Composition
La communauté de communes du Périgord vert granitique regroupait les communes suivantes :
1. Augignac
2. Busserolles
3. Bussière-Badil
4. Champniers-et-Reilhac
5. Piégut-Pluviers
6. Saint-Barthélemy-de-Bussière
7. Saint-Estèphe

## Politique et administration
| Période                                  | Période       | Identité         | Étiquette | Qualité                                          |
| ---------------------------------------- | ------------- | ---------------- | --------- | ------------------------------------------------ |
| janvier 2001                             | janvier 2004  | Didier Vignal    | PS        | Maire de Piégut-Pluviers Conseiller général      |
| janvier 2004                             | novembre 2007 | Bernard Chambras | PS        | Maire de Bussière-Badil                          |
| novembre 2007                            | avril 2008    | Fernand Chaulet  | PCF       | Maire de Saint-Barthélemy-de-Bussière            |
| avril 2008                               | décembre 2013 | Marcel Restoin   | PS        | Adjoint au maire de Saint-Barthélemy-de-Bussière |
| Les données manquantes sont à compléter. |               |                  |           |                                                  |

## Compétences
- Action sociale
- Collecte des déchets des ménages et déchets assimilés
- Politique du cadre de vie
- Programme local de l'habitat
- Tourisme
- Voirie
- Zones d'activités industrielle, commerciale, tertiaire, artisanale ou touristique
- Zones d'aménagement concerté (ZAC)

### Sources
- Le SPLAF (Site sur la Population et les Limites Administratives de la France)
- La base ASPIC de la Dordogne - (Accès des Services Publics aux Informations sur les Collectivités)